# Ghost in the Noonday Sun
Ghost in the Noonday Sun est un film britannique réalisé par Peter Medak et Spike Milligan, sorti en 1973.

## Fiche technique
- Titre : Ghost in the Noonday Sun
- Réalisations : Peter Medak, Spike Milligan (non crédité)
- Scénario : Evan Jones, Spike Milligan, Ernest Tidyman (non crédité), d'après le roman éponyme de Albert Sydney Fleischman
- Montage : Ray Lovejoy
- Musique : Denis King
- Producteurs : Thomas Clyde, Ben Kadish, Gareth Wigan
- Sociétés de production : Cavalcade Films, Heron Services Company, World Film Services
- Durée : 93 minutes
- Genre : Comédie

## Distribution
- Peter Sellers : Dick Scratcher
- Anthony Franciosa : Pierre Rodriguez
- Spike Milligan : Bill Bombay
- Clive Revill : Bay of Algiers
- Peter Boyle : Ras Mohammed
- James Villiers : Parsley-Freck
- Murray Melvin : Hamidos
- Thomas Baptiste : Andullah
- Richard Willis : Jeremiah
- Bill Kerr : Giacomo
- Tutte Lemkow : Pontius Kak
- David Lodge : Zante
- Rosemary Leach : Kate